# Sean Quinn
Sean Quinn (* 10. května 2000) je americký profesionální silniční cyklista jezdící za UCI WorldTeam EF Education–EasyPost.

## Hlavní výsledky
2017
Tour du Pays de Vaud
5. místo celkově
 vítěz soutěže mladých jezdců
Tour de l'Abitibi
8. místo celkově
2018
Národní šampionát
3. místo silniční závod juniorů
Tour de l'Abitibi
6. místo celkově
Course de la Paix Juniors
7. místo celkově
Tour du Pays de Vaud
7. místo celkově
Saarland Trofeo
9. místo celkově
Mistrovství světa
10. místo silniční závod juniorů
2019
Redlands Bicycle Classic
vítěz 1. etapy (ITT)
Giro Ciclistico d'Italia
6. místo celkově
2021
vítěz Clássica da Arrábida
Volta ao Algarve
 vítěz soutěže mladých jezdců
Tour de Wallonie
8. místo celkově
2023
Settimana Internazionale di Coppi e Bartali
8. místo celkově
vítěz 2. etapy
10. místo Cadel Evans Great Ocean Road Race

### Výsledky na Grand Tours
| Grand Tour      | 2023 | 2024 |
| --------------- | ---- | ---- |
| Giro d'Italia   | —    | —    |
| Tour de France  | —    | 78   |
| Vuelta a España | 80   |      |

| —   | Nezúčastnil se |
| DNF | Nedokončil     |